# Charlotte Tilbury

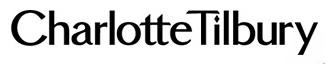
Logo of Charlotte Tilbury make-up

Charlotte Tilbury és una maquilladora britànica.

## Infància
Charlotte Tilbury va néixer Anglaterra i és filla de l'artista Lance Tilbury i de Patsy Dodd. Quan tenia només nou mesos, la família es va mudar a Eivissa. Als tretze anys, Charlotte es va traslladar a Anglaterra per anar a un internat, on va experimentar amb maquillatge per primera vegada.

## Carrera professional
Tilbury va anar a l'escola de maquillatge Glauca Rossi a Londres. Va començar la seva carrera sent l'ajudant de la maquilladora i mentora Mary Greenwell, que va conèixer als onze anys.
Tilbury treballa amb fotògrafs com Mario Testino i Mert and Marcus; models com Kate Moss i Gisele Bündchen; i revistes com "Vogue (revista) Vogue, Vanity Fair, LOVE i V Magazine". La seva experiència artística inclou desfilades de moda per Tom Ford, Michael Kors, Donna Karan, Rachel Zoe i Missoni. A l'octubre de 2012, Tilbury va començar un canal de YouTube en què publica tutorials de maquillatge i vídeos i un Al setembre de 2013, va llençar la seva col·lecció de maquillatge, i entre els productes destacats hi ha "Charlotte's Magic Cream" (en anglès "la crema màgica de la Charlotte"), en què ha treballat durant anys i que ha emprat en models i gent famosa al backstage.

## Vida personal
Tilbury es va casar amb l'escriptor i director Charles Forbes a Eivissa l'any 2006. Tenen un fill que es diu Flynn. Tilbury i Forbes es van divorciar al 2014. Tilbury es va casar amb el productor cinema George Waud al juny de 2014, i tenen un fill que es diu Valentine.